# توماس جی. سارجنت
توماس جی. سارجنت (انگلیسی: Thomas J. Sargent؛ زاده ۱۹ ژوئیهٔ ۱۹۴۳) یک اقتصاددان اهل ایالات متحده آمریکا است.
تخصص وی در زمینه‌های اقتصاد کلان، اقتصاد پولی و سری‌های زمانی اقتصادسنجی است. در سال ۲۰۱۴ او در زمینه تعداد ارجاعات به مقاله‌های نوشته شده در رتبه چهاردهم میان دیگر اقتصاددانان قرار گرفت. سارجنت در سال ۲۰۱۱ موفق به کسب نوبل اقتصاد به همراه کریستوفر ای. سیمزشد، به دلیل ”تحقیقات تجربی بر روی پدیده علت و معلولی در اقتصاد کلان"

## تحصیلات
سارجنت تحصیلات دبیرستان خود را در دبیرستان مونروویا گذراند. مدرک کارشناسی خود را در دانشگاه کالیفرنیا برکلی در سال ۱۹۶۴ اخذ و مدال دانشجوی ممتاز دوره را کسب کرد و در سال ۱۹۶۸ دوره دکترای خود را در دانشگاه هاروارد، زیر نظر جان ار. مایر به اتمام رساند. سارجنت و سیمز در هاروارد در دوره دکترا همکلاسی بودند. وی پس از اخذ دکترا به تدریس در دانشگاه‌های پنسیلوانیا(۱۹۷۱–۱۹۷۰) دانشگاه مینه سوتا(۱۹۸۷–۱۹۷۱) دانشگاه شیکاگو(۱۹۹۸–۱۹۹۱) دانشگاه استنفورد(۲۰۰۲–۱۹۹۸) و دانشگاه پرینستون(۲۰۰۹) پرداخت و هم‌اکنون در سمت استادی دانشکده اقتصاد دانشگاه نیویورک از سال ۲۰۰۲ فعالیت می‌کند. او از سال ۱۹۷۶ یکی از اعضای جامعه اقتصاددانان سنجی است. در سال ۱۹۸۳ سارجنت به عضویت آکادمی ملی علوم و آکادمی هنر و علوم آمریکا درآمد. همچنین وی از سال ۱۹۸۷ عضو ارشد مؤسسه هوور در دانشگاه استنفورد، عضوی از هیئت مشورتی مؤسسه تحقیقات اقتصادی پن در دانشگاه پنسیلوانیا و استاد ممتاز دانشکده اقتصاد دانشگاه مدیریت سنگاپور از سال ۲۰۱۳ است.